# Sabine Brünger-Weilandt
Sabine Brünger-Weilandt (* 28. Februar 1957 in Bochum-Wattenscheid) ist eine deutsche Wissenschaftsmanagerin. Sie war von 2003 bis 2023 die Geschäftsführerin und Direktorin von FIZ Karlsruhe – Leibniz-Institut für Informationsinfrastruktur GmbH.

## Biografie

### Ausbildung und Beruf
Brünger-Weilandt studierte nach dem Abitur 1975 Geschichte, Germanistik, Philosophie und Pädagogik in Bonn und Tübingen und schloss 1982 an der Rheinischen Friedrich-Wilhelms-Universität Bonn ihr Lehramtsstudium mit dem Staatsexamen für die gymnasiale Oberstufe (Sekundarstufe II) ab.
Mit ihrem Berufseinstieg als Historikerin im Vorstandsbereich der Deutschen Bank AG in Frankfurt a. M. wandte sich Brünger‑Weilandt sehr früh der vor Beginn der Digitalisierungsära so genannten „elektronischen Information“ zu. Damit verbunden waren Pionieraufgaben, u. a. koordinierte sie die Datenbank-Transformation der Archivbestände der Deutschen Bank und gestaltete Aufbau und Vermarktung der ersten Wirtschaftsdatenbanken der Verlagsgruppe Handelsblatt (GENIOS) mit. In jene Zeit fiel ihre Lehrtätigkeit an der Hochschule Darmstadt in dem damals neuen Studiengang Informationswissenschaften. In den 1990er Jahren wechselte sie aus dem Informationsgeschäft als Seniorberaterin in die Unternehmensberatung. Von 1995 bis 1999 hatte sie die Leitung des Bereichs Kommunikation und Service bei Greenpeace Deutschland e.V. in Hamburg inne und war dort Mitglied des Executive Management Teams.
2002 wurde sie zur Geschäftsführerin von FIZ Karlsruhe berufen. Unter ihrer Leitung richtete sich das damalige „Fachinformationszentrum Karlsruhe, Gesellschaft für naturwissenschaftlich-technische Information mbH“ – orientiert am zunehmend dynamischen Digitalen Wandel – strategisch neu aus. FIZ Karlsruhe erhielt 2010 den Namenszusatz „Leibniz‑Institut für Informationsinfrastruktur“.

### Wissenschaftspolitische Aktivitäten, Mitgliedschaften
Der Begriff Informationsinfrastruktur wurde durch Brünger‑Weilandt geprägt. Sie hat ihn durch ihr ehrenamtliches Engagement sowohl in der Leibniz‑Gemeinschaft als auch in der Politikberatung in das Wissenschaftssystem und die deutsche Forschungspolitik eingebracht. Als Basis für die erfolgreiche digitale Transformation der Wissenschaften hat sie maßgeblich dafür gesorgt, dass die Handlungsfelder Forschungsdaten, Virtuelle Forschungsumgebungen, Langzeitarchivierung und Open Access auf die Agenda gesetzt wurden.
Im Anschluss an ihre Mitgliedschaft (als erste Frau) im Präsidium der Leibniz-Gemeinschaft war sie bis 2014 Präsidiumsbeauftragte für Informationsinfrastrukturen und hatte in dieser Zeit den Vorsitz der Kommission Zukunft der Informationsinfrastruktur (KII) inne. Diese legte 2011 der Gemeinsamen Wissenschaftskonferenz von Bund und Ländern (GWK) ein Konzept für ein koordiniertes Gesamtsystem der Informationsinfrastruktur in Deutschland. vor.
2014 wurde Brünger‑Weilandt in den Rat für Informationsinfrastrukturen (RfII) berufen und zu dessen stellvertretender Gründungsvorsitzenden gewählt. 2016 legte der RfII der GWK seine Empfehlungen für eine Nationale Forschungsdateninfrastruktur (NFDI) vor. Von 2019 bis 2021 war sie als Co-Gründungsdirektorin gemeinsam mit dem KIT (Karlsruher Institut für Technologie) von der GWK mit dem Aufbau des NFDI e.V. in Karlsruhe betraut. Daneben war sie Sachverständige in verschiedenen Expertengremien, u. a. der EU-Kommission im Kontext von Horizon 2020.
Ihr Engagement für die Leibniz-Gemeinschaft setzt sich bis heute fort: Seit 2016 ist sie gewähltes Mitglied und Co-Vorsitzende des Finanzausschusses, und 2022 wurde sie vom Senat der Leibniz-Gemeinschaft zum Mitglied ihres zentralen Ombudsgremiums gewählt.

### Weitere Mitgliedschaften
- Seit 2018 Mitglied im Aufsichtsrat der Deutsches Primatenzentrum GmbH (DPZ) – Leibniz-Institut für Primatenforschung, Göttingen
- Seit 2017 Mitglied im Herausgeberkreis der Zeitschrift für Bibliothekswesen und Bibliographie (ZfBB)
- 2016 – 2021 Mitglied im Wissenschaftlichen Beirat des Herder-Instituts für historische Ostmitteleuropaforschung – Institut der Leibniz-Gemeinschaft
- 2016 – 2018 Mitglied im Stiftungsrat der Technischen Informationsbibliothek (TIB)– Leibniz-Informationszentrum Technik und Naturwissenschaften, Hannover
- 2015 – 2017 Mitglied der Plattform „Digitalisierung in Bildung und Wissenschaft“ des Digital-Gipfels der Bundesregierung
- Seit 2014 Mitglied im Verwaltungsrat der Sächsischen Landesbibliothek – Staats- und Universitätsbibliothek Dresden (SLUB)
- 2013 – 2018 Sachverständige in der Expertengruppe der EU-Kommission „Horizon 2020 Advisory Group on European Research Infrastructures, including e-Infrastructures“
- Seit 2011 Mitglied im Beirat der Deutschen Nationalbibliothek (DNB), Frankfurt am Main

### Privates
Brünger-Weilandt ist seit 1982 mit dem Kunsthistoriker Gerhard Weilandt verheiratet.

### Auszeichnungen
2024 wurde Brünger-Weilandt mit dem Bundesverdienstkreuz am Bande ausgezeichnet.